# Seikai Suru Kado
Seikai Suru Kado (正解するカド lit. Kado, la respuesta correcta?), también conocida como Kado: The Right Answer, es una serie de anime en formato CG producida por Toei Animation. La serie fue estrenada el 6 de abril de 2017 por Tokyo MX, finalizando el 30 de junio del mismo año con un total de doce episodios. El episodio cero, el cual narra los eventos anteriores a la aparición de Kado, fue exclusivamente distribuido a través de Amazon Prime Video y Crunchyroll.

## Argumento
Kōjiro Shindō es un negociador altamente calificado que trabaja para el Ministerio de Asuntos Exteriores. Mientras su avión se prepara para despegar en el aeropuerto de Haneda, un enorme y misterioso cubo aparece desde el cielo. Este se expande rápidamente y absorbe el avión junto con sus 252 pasajeros. El nombre del cubo es "Kado", el cual pertenece a un extraño ser llamado Yaha-kui zaShunina, quien trata de establecer contacto con la humanidad. Shindō, quien fue absorbido por Kado, termina asumiendo el papel de mediador entre Yaha-kui zaShunina y la humanidad. El gobierno japonés envía a su propio negociador, Saraka Tsukai.

## Personajes

### Principales
Kōjirō Shindō (真道 幸路朗 Shindō Kōjirō?)
Seiyū: Hiroaki Miura, Ian Mead Moore (inglés)
Un negociador altamente calificado que trabaja para el Ministerio de Asuntos Exteriores. Es la única persona inducida involuntariamente con un sentido del anisotrópico, puesto que él fue la primera persona en salir del avión, cuando en ese entonces, la información acerca de la humanidad no había sido completamente procesado por Kado. Después de reunirse con Yaha-kui zaShunina, renunció a su posición actual y se convirtió en el negociador del anisotrópico. Shindō trata a Yaha-kui zaShunina como un ser humano normal y está abierto a los dispositivos que este  ha introducido a la humanidad, pero más tarde fue convencido de lo contrario por Saraka.
Yaha-kui zaShunina (ヤハクィザシュニナ?)
Seiyū: Takuma Terashima, Jason Liebrecht (inglés)
Un ser de un espacio-tiempo separado conocido como el "anisotrópico", cuya intención es acelerar la evolución de la humanidad. Optó por aparecer en Japón debido a la sensación empática de que los japoneses eran superiores en comparación con otros países. Introduce cuatro dispositivos a la humanidad: Kado (un cubo con capacidades de computación de gran alcance), Wam (un par de esferas que contienen energía infinita), Sansa (un cerebro en sección transversal que induce una sensación de la anisotrópico cuando se mira) y Nanomis-hein (una esfera fragmentada que puede alterar la masa, la inercia y la gravedad). Aunque al comienzo no representa una amenaza, más adelante zaShunina revela su verdadera naturaleza contundente en la consecución de sus objetivos.
Saraka Tsukai (徭 沙羅花 Tsukai Saraka?)
Seiyū: M.A.O, Mikaela Krantz (inglés)
Una negociadora internacional que actúa en nombre de la delegación del gobierno japonés. Si bien no se muestra en contra del propio anisotrópico, desaprueba los dispositivos que Yaha-kui zaShunina presenta a la humanidad al creer que afectan "la dignidad de la humanidad" e instó a Shindo para revaluar el propósito de Yaha-kui zaShunina. Más tarde, revela que ella misma es un ser anisotrópico y la administradora del universo en el que reside la humanidad.

### Gobierno de Japón
Shun Hanamori (花森 瞬 Hanamori Shun?)
Seiyū: Sōma Saitō, Kyle Igneczi (inglés)
Compañero de trabajo de Shindo. Se convirtió en el negociador del gobierno japonés y del anisotrópico después de que Shindo dejó pasar la oferta y se lo dio a él.
Kōzō Inuzuka (犬束 構造 Inuzuka Kōzō?)
Seiyū: Hiroshi Naka, Mark Stoddard (inglés)
Es el primer ministro de Japón.
Shūhei Asano (浅野 修平 Asano Shūhei?)
Seiyū: Kenji Akabane, Clay Wheeler (inglés)
Subsecretario de la Comisión Nacional de Seguridad Pública. Entró en misma universidad que Shindo.
Kanata Shinawa (品輪 彼方 Shinawa Kanata?)
Seiyū: Rie Kugimiya, Tabitha Ray (inglés)
Una investigadora genio y científico con la principal tarea de estudiar el anisotrópico. Ella es una de las pocas personas que puedan crear su propia Wam, debido a su mente infantil.
Ritsu Natsume (夏目 律 Natsume Ritsu?)
Seiyū: Shizuka Itō, Kristy Sims (inglés)
Secretaria del Gabinete de equipo de información de la Agencia Nacional de Seguridad. Entró en misma universidad que Shindo y Asano. Ella está enamorada de Shindo, pero se da cuenta de que ella "no es lo suficientemente capaz de manejarlo", por lo que da un paso atrás.

## Producción
El proyecto animado fue presentado por Toei Animation el 2 de noviembre de 2015, mientras se daba información de sus resultados financieros. Además, es la primera serie de Toei Animation en transmitirse en formato CG.